# Fiord

Geirangerfjord, Norvegia

În geografia fizică, prin cuvântul fiord provenit în română din cuvântul scandinav fjord, se înțelege orice golf maritim îngust, sinuos și intrat adânc în uscat, cu maluri abrupte și înalte, fiind creat de un ghețar. Fiordurile există pe coastele Alaskăi, Antarcticii, Columbiei Britanice, Chile, Groenlandei, Insulelor Feroe, Islandei, Insulelor Kerguelen, Labradorului, Newfoundlandului, Noii Zeelande, Norvegiei, Novaia Zemlea, Quebecului, Nunavutului, Georgiei de Sud, Tasmaniei, Regatului Unit și statului Washington. Linia de coastă a Norvegiei este estimată la 29.000 km lungime cu cei aproape 1.200 de fiorduri, dar doar 2.500 km lungime excluzând fiordurile.

## Fiorduri din Norvegia
- Altafjord

- Bindalsfjord

- Boknafjord

- Fensfjord

- Førdefjord

- Folda

- Halsafjord

- Høgsfjord cu:

- - Lysefjord

- Hardangerfjord cu:

- - Eidfjord

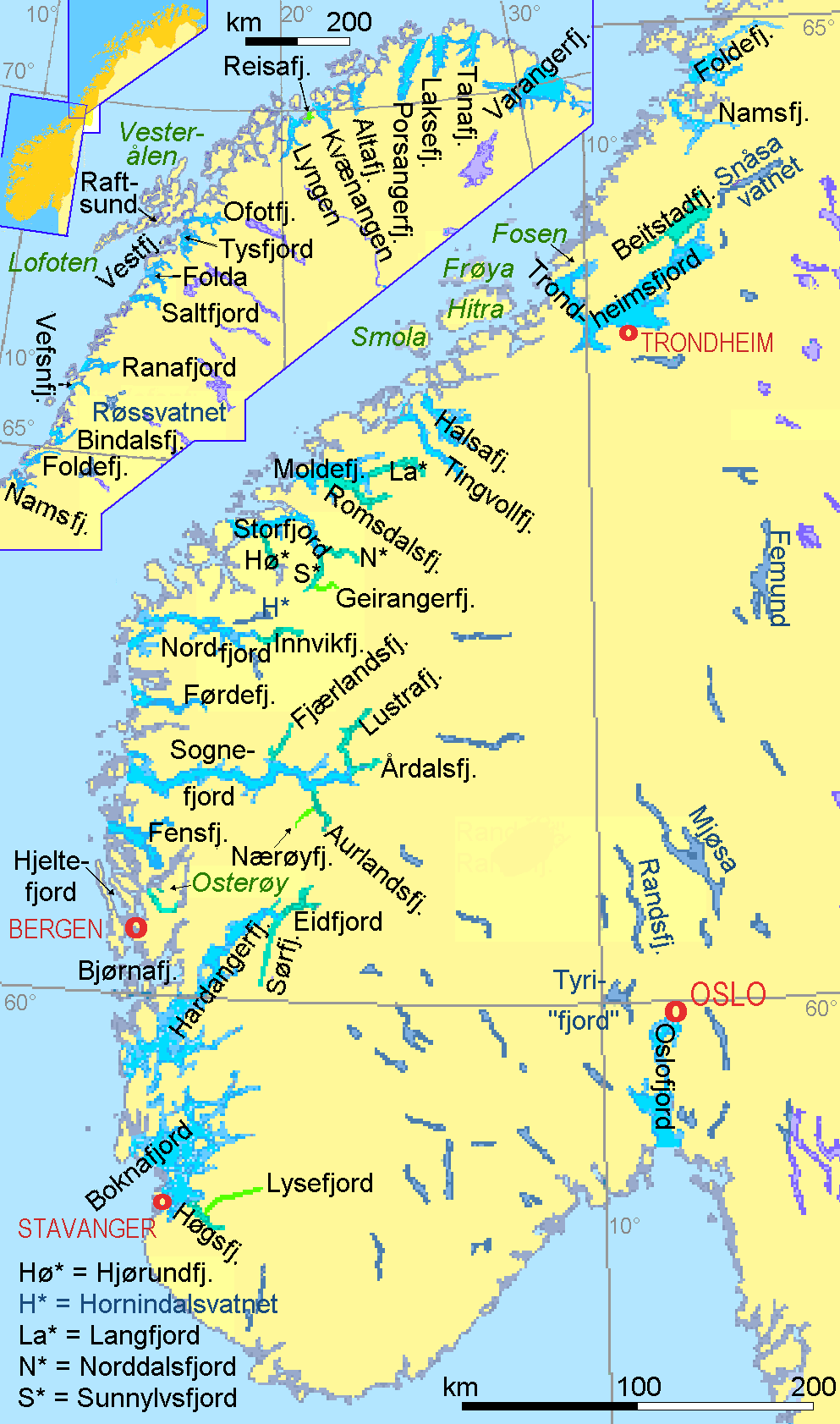
Fiorduri mai cunoscute din Norvegia

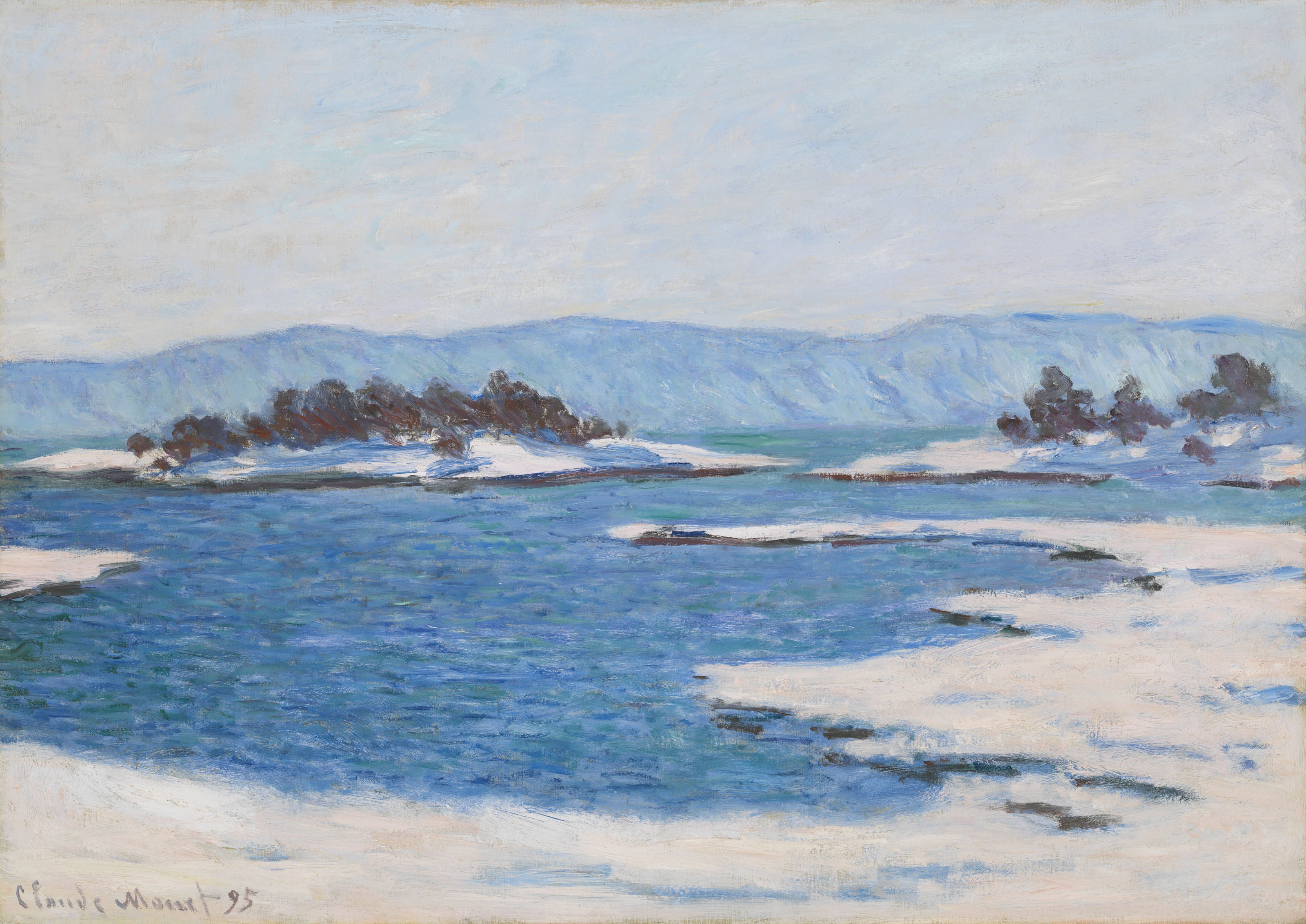
Fjord à Christiania, Claude Monet (1895).

- - Sørfjord (Hardanger) (Vgl. Sørfjorden i Hardanger pe Nynorsk)

- Kvænangen

- Lyngen

- Lysefjord

- Boknafjord

- Moldefjord cu:

- - Romsdalsfjord

- Namsenfjord

- Nordfjord

- Ofotfjord

- Oslofjord

- Porsangerfjord

- Ranafjord

- Reisafjord

- Saltfjord

- Sognefjord mit:

- - Aurlandsfjord

- -     - Nærøyfjord

- - Årdalsfjord

- - Lustrafjord

- - Fjærlandsfjord

- Sørfjord laOsterøy (Vgl, Sørfjorden ved Osterøy pe Nynorsk)

- Storfjord cu:

- - Geirangerfjord

- Tanafjord

- Tingvollfjord

- Trondheimfjord

- - Beitstadfjord

- Trollfjord (foarte mic Raftsund intre insulele Lofoten si Vesterålen)

- Varangerfjord

- Vefsnfjord

Fjorduri inconjurate de insule“
- Andfjord intre insulele Andøy (Vesterålen) si Senja

- Bjørnafjord

- Hjeltefjord

- Vågsfjord la Harstad (Insula Hinnøy)

- Vestfjord

Mare cu numele fjordului
- Einafjord

- Randsfjord

- Steinsfjord

- Tyrifjord

- Kjøsnesfjord (o parte din Jølstravatnet)